# Péret-Bel-Air
Péret-Bel-Air é uma comuna francesa na região administrativa da Nova Aquitânia, no departamento de Corrèze. Estende-se por uma área de 15,49 km². Em 2010 a comuna tinha 91 habitantes (densidade: 5,9 hab./km²).